# Robert Garnier

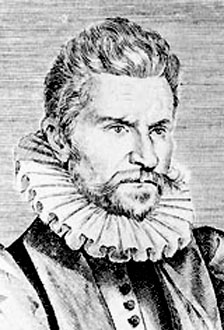
Robert Garnier.

Robert Garnier, född 1534, död 1590, var en fransk dramatiker.
Garnier var den främste representanten i den franska 1500-talslitteraturen för det regelbundna klassiska dramat efter Senecas mönster. Garnier har skrivit sju tragedier (1568-83) och en tragikomedi, Bradamante (1582), med ämne ur Ludovico Ariostos Rasande Roland. Av hans tragedier är Sédécie ou les juives den främsta och karakteristisk för Garniers maner: ett enkelt händelseförlopp och en svulstig deklamation. Hans Oeuvres complètes utgavs av L. Pinvert 1923.